# Andy Dawson
Andrew Stuart "Andy" Dawson (ur. 20 października 1978 w Northallerton) – angielski piłkarz grający na pozycji obrońcy.

## Kariera piłkarska
Andy Dawson profesjonalną piłkarską karierę rozpoczynał w Nottingham Forest. Do jego pierwszego zespołu został włączony w 1996 roku. Zadebiutował w nim dwa lata później w meczu Pucharu Ligi Angielskiej z Leyton Orient, w którym wystąpił przez pełne 90 minut. 18 grudnia 1998 został wypożyczony do Scunthorpe United. W nowym zespole szybko stał się podstawowym graczem, a w marcu następnego roku został wykupiony na stałe za 50 tys. funtów. W sezonie 1998/1999 wywalczył ze swoją drużyną awans do Division Two, a w spotkaniu barażowym ze Swansea City zdobył jednego z trzech goli.
W kolejnych rozgrywkach Dawson był podstawowym zawodnikiem, a Scunthorpe nie utrzymał się w lidze i spadł do Division Three. Przez następne trzy sezony piłkarz regularnie występował w pierwszym składzie. 16 maja 2003 roku na zasadzie wolnego transferu przeszedł do innej czwartoligowej drużyny, Hull City. Zadebiutował w niej 8 września w zremisowanym bezbramkowo meczu przeciwko Doncaster Rovers. Szybko stał się podstawowym graczem, a w sezonie 2003/2004 wywalczył awans do League One. Został także wybrany do najlepszej jedenastki sezonu. W kolejnych rozgrywkach jego klub uzyskał promocję do Football League Championship.
Przez następne trzy lata Dawson regularnie występował w podstawowym składzie, a w sezonie 2007/2008 wywalczył ze swoją drużyną awans po barażach do Premier League. W najwyższej klasie rozgrywkowej w Anglii zadebiutował 16 sierpnia 2008 roku w wygranym 2:1 meczu z Fulham. Pierwszego gola strzelił natomiast w maju kolejnego roku w pojedynku przeciwko Stoke City. W następnych rozgrywkach jego klub zajmując przedostatnią pozycję w tabeli został zdegradowany do Football League Championship.

## Życie prywatne
Andy Dawson jest starszym bratem innego piłkarza – Michaela Dawsona.